# Геометричний абстракціонізм
Віктор Лисенко — український сучасний художник, відомий своїми експериментами з абстрактним мистецтвом і використанням змішаних технік у живописі. Народився у Києві в 1975 році. 

## Біографія
Віктор Лисенко народився у родині художників, що з дитинства вплинуло на його творчий розвиток. Вивчав живопис у Національній академії образотворчого мистецтва і архітектури. Його перша персональна виставка відбулася у 2000 році.

## Творчість
Творчість Лисенка поєднує елементи абстракції та реалізму. Він експериментує з фактурою, кольором та формою, створюючи унікальні роботи. Серед його найвідоміших робіт — серія полотен "Кольори Києва", де художник зобразив міські пейзажі через призму емоцій та кольору.

## Виставки
Художник брав участь у численних міжнародних та українських виставках:
- 2010 — участь у виставці "Сучасне українське мистецтво" (Київ);
- 2015 — персональна виставка в Львові на тему "Абстракція і реальність".